# Foriel (1900)
Foriel (ros. Форель) – rosyjski niszczyciel z przełomu XIX i XX wieku, jedna z pięciu jednostek typu Foriel. Okręt został zwodowany 8 grudnia 1900 roku we francuskiej stoczni Chantiers et Ateliers Augustin Normand w Hawrze, a do służby w Marynarce Wojennej Imperium Rosyjskiego został wcielony we wrześniu 1901 roku, z przydziałem do Floty Bałtyckiej. W 1902 roku nazwę jednostki zmieniono na „Wnimatielnyj” (ros. „Внимательный”). Niszczyciel został przerzucony na Daleki Wschód, gdzie wszedł w skład Eskadry Oceanu Spokojnego. Podczas wojny rosyjsko-japońskiej jednostka zatonęła 27 maja 1904 roku po wejściu na skały nieopodal Wyspy Murchisona (chiń. Zhudao).

## Projekt i budowa
„Foriel” był jednym z pięciu niszczycieli typu Foriel, zamówionych i zbudowanych we Francji . Okręty były ulepszoną wersją pierwszego typu francuskich niszczycieli – Durandal, z odmiennym rozmieszczeniem kominów w dwóch parach po dwa .
Okręt zbudowany został w stoczni Chantiers et Ateliers Augustin Normand w Hawrze . Stępkę jednostki położono w 1899 roku, a zwodowany został 8 grudnia 1900 roku .

## Dane taktyczno-techniczne
Okręt był niewielkim, czterokominowym niszczycielem . Długość całkowita wynosiła 56,6 metra, szerokość 5,9 metra i maksymalne zanurzenie 3,02 metra . Wyporność normalna wynosiła 312 ton, a pełna 347 ton . Okręt napędzany był przez dwie pionowe maszyny parowe potrójnego rozprężania o łącznej mocy 5200 KM, do której parę dostarczały cztery kotły Normand . Dwuśrubowy układ napędowy pozwalał osiągnąć prędkość 26,5 węzła . Okręt mógł zabrać zapas węgla o maksymalnej masie 82 ton, co zapewniało zasięg wynoszący 1250 Mm przy prędkości 13 węzłów .
Uzbrojenie artyleryjskie okrętu stanowiły: umieszczone na nadbudówce dziobowej pojedyncze działo kalibru 75 mm Canet L/48 oraz pięć pojedynczych dział trzyfuntowych kalibru 47 mm Hotchkiss M1885 L/40 . Jednostka wyposażona była w dwie pojedyncze obracalne nadwodne wyrzutnie torped kalibru 381 mm, umieszczone na pokładzie za pierwszą i drugą parą kominów .
Załoga okrętu liczyła 57–59 oficerów, podoficerów i marynarzy.

## Służba
„Foriel” został wcielony do służby w Marynarce Wojennej Imperium Rosyjskiego we wrześniu 1901 roku . Jednostka weszła w skład Floty Bałtyckiej. W marcu 1902 roku nazwę okrętu zmieniono na „Wnimatielnyj” (ros. „Внимательный”) . Między 1902 a 1903 rokiem niszczyciel został przerzucony na Daleki Wschód.
W momencie wybuchu wojny rosyjsko-japońskiej jednostka była okrętem flagowym 1. Flotylli Niszczycieli I Eskadry Oceanu Spokojnego, stacjonując w Port Artur. 27 stycznia?/9 lutego 1904 roku okręt wziął udział w pierwszej, nierozstrzygniętej bitwie między głównymi siłami rosyjskimi i japońskimi na redzie Port Artur. 30 stycznia?/12 lutego niszczyciele „Wnimatielnyj” i „Skoryj” udały się w miejsce wejścia na minę krążownika „Bojarin”, odpalając w jego kierunku dwie niecelne torpedy. 12 lutego?/25 lutego niszczyciele „Wnimatielnyj”, „Wynosliwyj”, „Włastnyj” i „Grozowoj” udały się na patrol u południowo-zachodnich wybrzeży półwyspu Kwantung, a wracając podjęły walkę z japońskimi niszczycielami z 4 dywizjonu atakującymi patrolujące redę Port Artur niszczyciele i pancernik „Retwizan”. Rankiem 26 lutego?/10 marca „Wnimatielnyj”, „Biesstrasznyj”, „Wynosliwyj” i „Włastnyj” wzięły udział w bitwie z trzema japońskimi niszczycielami z 1. dywizjonu („Asashio”, „Kasumi” i „Akatsuki”) nieopodal półwyspu Laotieshan, uszkadzając wszystkie jednostki przeciwnika. Tego dnia wieczorem okręt uczestniczył w wyjściu głównych sił eskadry portarturskiej z bazy (pięć pancerników, cztery krążowniki, dwa krążowniki torpedowe i siedem niszczycieli), które nie napotkawszy przeciwnika przeprowadziły ćwiczenia taktyczne i powróciły do portu.
Nocą 14 maja?/27 maja nieopodal Wyspy Murchisona (chiń. Zhudao; na północ od wybrzeży półwyspu Kwantung) „Wnimatielnyj” wszedł na skały i wobec niemożliwości uwolnienia został po ewakuacji załogi zniszczony za pomocą torpedy przez towarzyszący mu niszczyciel „Wynosliwyj” .